# Julien Josephson
Julien Josephson; auch Julian Josephson (* 24. Oktober 1881 in Roseburg, Oregon; † 14. April 1959 in Hollywood, Kalifornien) war ein US-amerikanischer Drehbuchautor.

## Leben
Julien Josephson begann als Vorlagenschreiber und Autor von Zwischentiteln von Stummfilmen in der Filmwirtschaft Hollywoods, wirkte erstmals 1914 bei The Arrow Maker’s Daughter an der Erstellung eines Films mit und war im Laufe seiner Karriere an über 70 Filmen beteiligt. Bei der Oscarverleihung im November 1930 wurde er für Disraeli (1929) für den Oscar für das beste adaptierte Drehbuch nominiert.
Zu weiteren bekannten Filmen, die nach seinen Vorlagen und Drehbüchern entstanden, gehören Lady Windermeres Fächer (1925), Die neue Heimat (1928), Alexander Hamilton (1931), The Green Goddess (1930), Heidi (1937), Rekrut Willie Winkie (1937) und Nacht über Indien (1939). Josephson arbeitete mit Filmregisseuren wie Ernst Lubitsch, William K. Howard, John G. Adolfi, Alfred E. Green, Allan Dwan, John Ford und Clarence Brown zusammen.

## Filmografie (Auswahl)
- 1923: Seemannslos (All the Brothers Were Valiant)
- 1925: Lady Windermeres Fächer (Lady Windermere’s Fan)
- 1925: Die betrogene Frau (My Wife and I)
- 1926: Sazarac, der Piratenkapitän (The Eagle of the Sea)
- 1928: Die neue Heimat (A Ship Comes In)
- 1929: Disraeli
- 1930: The Green Goddess
- 1931: Alexander Hamilton
- 1932: Rettender Ruin (A Successful Calamity)
- 1937: Heidi
- 1937: Rekrut Willie Winkie (Wee Willie Winkie)
- 1939: Nacht über Indien (The Rains Came)